# Mercedes-Benz 300SEL 6.3
El Mercedes-Benz 300SEL 6.3 era un automóvil de lujo fabricado por Mercedes Benz de 1968 a 1972. Presentaba el potente motor M100 V8 de 6.3 litros de la lujosa limusina 600 instalada en el Mercedes Benz 300 SEL de seis cilindros con motor. El resultado fue una berlina de casi 2 toneladas con un rendimiento similar al de la mayoría de los autos deportivos especializados y de los muscle cars estadounidenses de la época. En el momento de su lanzamiento, era el automóvil de cuatro puertas más rápido del mundo.

## Concepto
El automóvil comenzó como una empresa privada en 1966 por el ingeniero de la compañía Erich Waxenberger. Su principio era simple: tomar el potente motor V8 Mercedes-Benz M100 de 6,3 litros de la lujosa limusina 600, y colocarlo en el modelo regular Mercedes-Benz W109 Clase S que solo tenía motores de 6 cilindros en ese momento. El resultado fue una berlina de casi 2 toneladas con un rendimiento similar al de la mayoría de los autos deportivos dedicados de la época. Se dice que Rudolf Uhlenhaut, cuando fue invitado a probar el prototipo, abrió el cofre en la primera luz roja para descubrir cómo el gran motor y su equipo de soporte habían sido apretados allí.
Sorprendentemente, la empresa bastante conservadora se adelantó y lanzó el automóvil al mercado en el Salón del Automóvil de Ginebra en marzo de 1968, con el fin de hacer un mejor uso de las instalaciones de producción del motor M100. Los 6.500 construidos del 6.3 superaban en número a los 2.700 construidos del 600 por mucho.
Sin embargo, lo que alejó a este automóvil de sus contemporáneos a fines de la década de 1960 fue que podía navegar a más de 200 km / h (124 mph) con cinco ocupantes con total comodidad dentro del cuerpo diseñado por Paul Bracq. Más tarde, la compañía también instaló nuevos motores V8 más pequeños en la serie W109. El 300SEL 4.5 solo estaba disponible en los Estados Unidos, mientras que el 280 SE 3.5 Coupé también podría solicitarse en Europa.
En 1975, el Mercedes-Benz 450SEL 6.9 fue presentado como un sucesor 300SEL 6.3 con mayor desplazamiento, modificaciones en el equipo y más potencia.

## Características

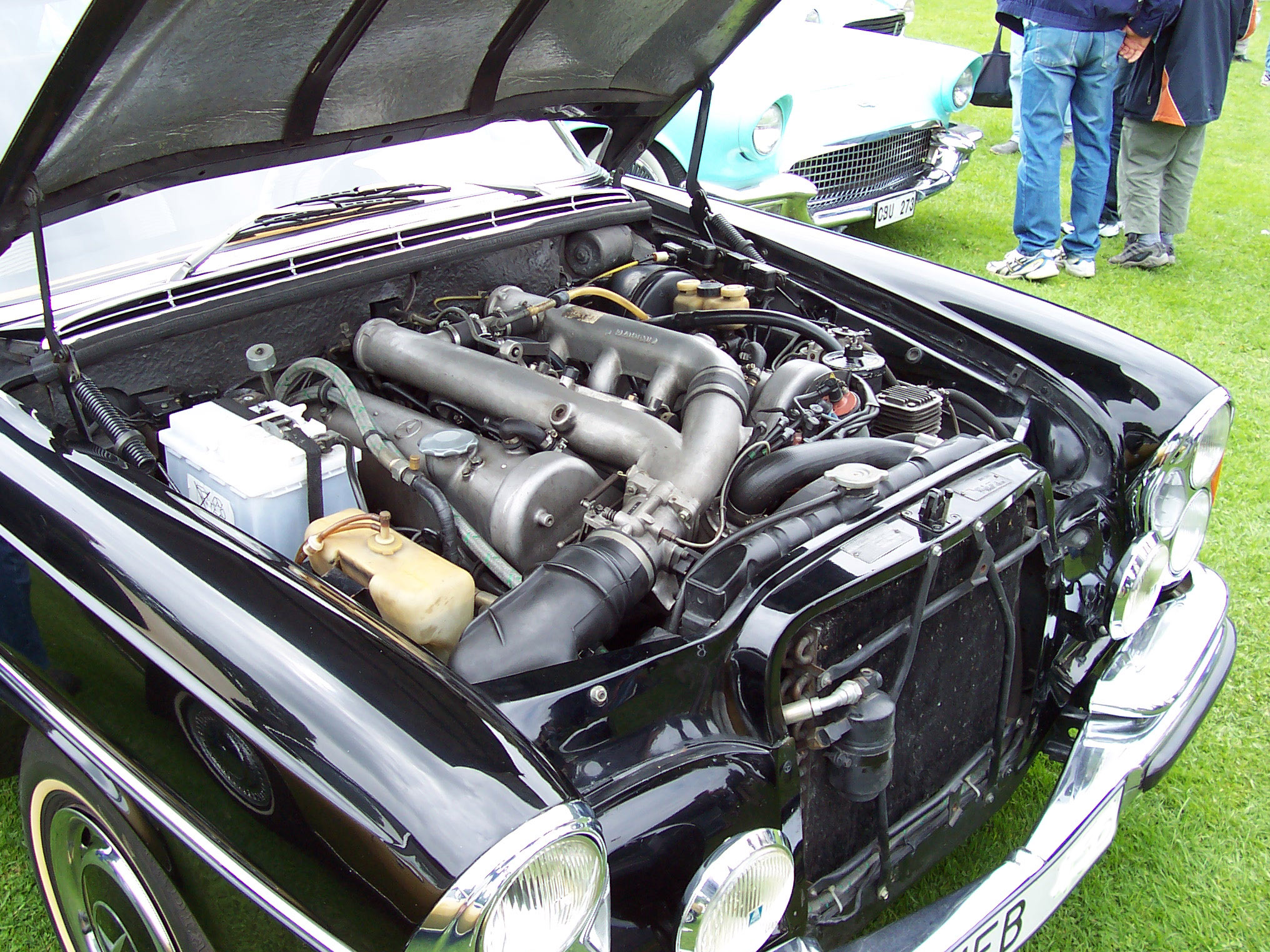
Motor M100

- 6.332 litros V8 con inyección de combustible Bosch
- 250 CV (184 kW, 247 CV) a 4000 rpm, 300 HP SAE a 4100 rpm
- 500.3 N⋅m (369.0 lb⋅ft) a 2800 rpm, 588 N⋅m (434 lb⋅ft) SAE a 3000 rpm
- Max. velocidad del motor: 5250 rpm

### Rendimiento
- 0-62 mph (100 km / h): 6.6 segundos
- 0-100 mph (160 km / h): 14.6 segundos
- De pie 1/4 de milla (~ 400 m): 14.2 segundos
- Velocidad máxima: 220 km / h (136.7 mph) †

† Figuras de fábrica
Construcción especial 300 SEL AMG 6.8 litros de autos de carreras
Motor de 6,8 litros instalado (315 kW / 428 CV y par a 610 Nm / 450 lb-ft), el 300 SEL AMG podría alcanzar los 100 km / h en solo 4,2 segundos y una velocidad máxima de 265 km / h.

### Resultados de la prueba
Auto, Motor und Sport publicó los siguientes resultados de prueba para 300 SEL 6.3 en marzo de 1968:
- 0-80 km / h (49.7 mph): 4.3 s
- 0-100 km / h (62.1 mph): 6.5 s
- 0-120 km / h (74.6 mph): 9.3 s
- 0-140 km / h (87.0 mph): 13.0 s
- 0-160 km / h (99.4 mph): 17,3 s
- 0-180 km / h (111.8 mph): 22.8 s
- 0-200 km / h (124.3 mph): 31.0 s
- 0-1,000 m (3,281 pies): 27,1 s
- Velocidad máxima: 220 km / h (137 mph)

### Transmisión
Caja de cambios automática de 4 velocidades

### Otros
La suspensión neumática, los frenos de disco ventilados en las cuatro ruedas, las ventanas eléctricas, el cierre centralizado y la dirección asistida, todo viene de serie. Aire acondicionado, quemacocos eléctrico, mesas de escritura (para los asientos traseros), cortinas de las ventanas, cubierta de cinta de audio y lámparas de lectura de los asientos traseros estaban disponibles como equipamiento opcional.
6.526 de estos vehículos fueron producidos, y aunque son bastante costosos de mantener, hoy son muy coleccionables.

## Automovilismo

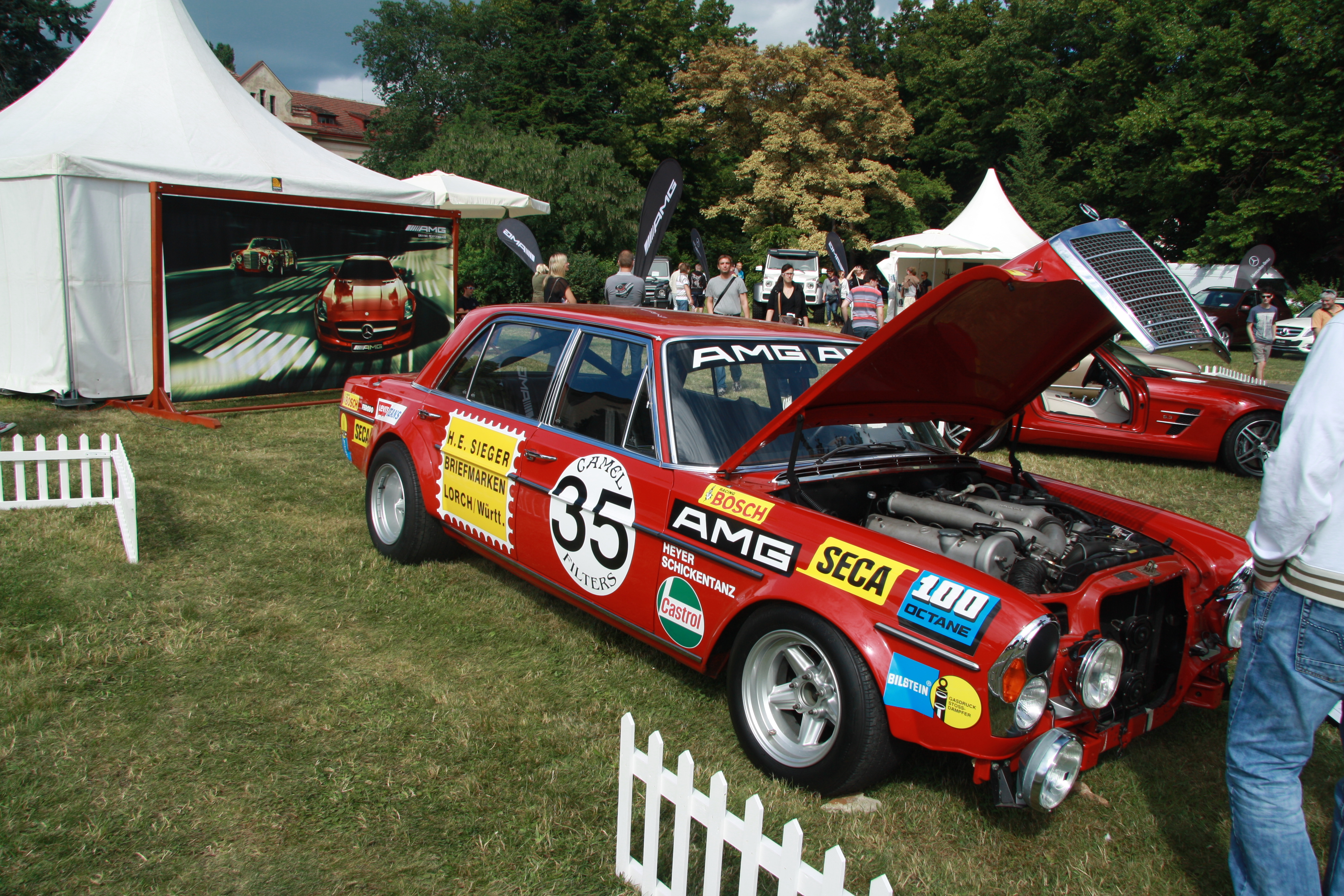
Coche Rote Sau en el salón del automóvil Legendy 2014 en Praga

AMG, ahora la subsidiaria de tuning deportivo de Mercedes-Benz, pero luego una pequeña compañía local de tuning fundada por antiguos ingenieros de Mercedes, produjo versiones especiales de la 6.3 para competir en eventos de carreras, generalmente con el motor ampliado a 6.8 litros o más. El coche tuvo una carrera impresionante, pero de corta duración, debido a la falta de neumáticos adecuados o cambios en las reglas que impiden su uso.
El llamado "Cerdo rojo" de AMG terminó segundo en las 24 Horas de Spa en 1971. Este vehículo pesado con 6834 cc y 420 hp (313 kW) fue rápido, pero fue necesario repostar con frecuencia y el desgaste de los neumáticos también fue alto. El auto fue vendido a la compañía francesa Matra, lo usaron para pruebas de aterrizaje de aviones de combate. Se hicieron cinco, tres corredores y dos autos de prueba. El último "cerdo rojo" de Waxenberger 69 construido originalmente es en Mobilia Automotive Museum, Finlandia.